# Diocese de Portalegre-Castelo Branco
A Diocese de Portalegre-Castelo Branco (Dioecesis Portalegrensis-Castri Albi) é uma das dioceses católicas em que está dividido Portugal. É composta de 5 arciprestados. Do território atual da diocese fazem parte as antigas dioceses de Portalegre e Castelo Branco, bem como uma pequena parte da extinta diocese de Elvas.

## História
A antiga diocese de Portalegre foi criada pelo Papa Paulo III em 21 de Agosto de 1549 (bula Pro Excellenti Apostolicae Sedis), por desmembramento da diocese da Guarda, na sequência de diligências nesse sentido por parte do rei D. João III, que elevaria Portalegre a cidade a 23 de Maio de 1550.
A antiga de diocese de Castelo Branco foi criada em 7 de Junho de 1771 pelo Papa Clemente XIV a partir da diocese da Guarda. D. José tinha elevado Castelo Branco a cidade, por alvará de 20 de Março e Carta Régia de 15 de Abril do mesmo ano. A diocese de Castelo Branco integrou-se na diocese de Portalegre em 30 de Setembro de 1881 sob o pontificado do Papa Leão XIII pela carta apostólica Gravissimum Christi, e pelo decreto régio de 14 de Setembro de 1882, sob o pretexto de dificuldades económicas.
A antiga diocese de Elvas foi criada em 9 de Junho de 1570 por uma bula do Papa Pio V e foi extinta na mesma data da de Castelo Branco, 30 de Setembro de 1881.
Após aquela data a designação oficial foi Diocese de Portalegre, situação que foi mudada em 18 de Julho de 1956, data em que a designação oficial foi mudada para a actual.
A Sé Catedral de Portalegre foi construída no local onde se localizava a igreja de Santa Maria do Castelo. A primeira pedra foi lançada no dia 14 de Maio de 1556.
Em 8 de Setembro de 2008, foi anunciada a nomeação para Bispo de Portalegre - Castelo Branco de D. Antonino Eugénio Fernandes Dias, anteriormente Bispo Auxiliar de Braga. O antigo prelado, D. José Alves, fora nomeado a 8 de Janeiro de 2008 Arcebispo de Évora.

### Primeiros bispos
O primeiro bispo da diocese de Portalegre foi Julião de Alva, um eclesiástico de origem espanhola que antes havia chefiado a diocese de Miranda do Douro. Em 17 de Julho de 1560, Alva foi substituído por André de Noronha. Frei Amador Arrais,  o autor dos famosos Diálogos foi o bispo seguinte. Arrais resignou em 1582, tendo-se retirado para Coimbra onde viria a morrer. Lopo Soares de Albergaria e Frei Manoel de Gouveia foram indicados para bispos, mas faleceram antes mesmo de receberem as respectivas bulas papais. Diego Correia, um sobrinho do beato Frei Bartolomeu dos Mártires tornou-se bispo em 1598. Antes tinha estado em Ceuta. Diogo Correia faleceu a 9 de Outubro de 1614.
Entre os bispos portalegrenses do século XVII conta-se Richard Russell, um inglês que recebeu a bula papal a 17 de Setembro de 1671. Russell viria a ser transferido para a diocese de Viseu em 1685.
Em 1900, a diocese contava 447 igrejas e capelas e 197.343 fiéis, divididos por 148 paróquias servidos por 286 sacerdotes. No seu território havia também 16 protestantes.
Em 2006, a diocese contava com 161 paróquias servidas por 105 sacerdotes e 12 diáconos.

## Bispos de Portalegre
1. Julião de Alva (1549-1560)
2. André de Noronha (1560-1581)
3. Frei Amador Arrais (1581-1596)
4. ... (1596-1598)
5. Diogo Correia (1598-1614)
6. Rodrigo da Cunha (1615-1618)
7. Frei Lopo de Sequeira Pereira (1619-1632)
8. Joane Mendes de Távora (1632-1638)
9. ... (1638-1671)
10. Richard Russell (1671-1685)
11. João (I) de Mascarenhas (1686-1692)
12. António de Saldanha (1693-1706)
13. Frei Domingos Barata (1707-1709)
14. ... (1709-1711)
15. Álvaro Pires de Castro e Noronha (1711-1737)
16. ... (1737-1742)
17. Manuel Lopes Simões (1742-1748)
18. Frei João (II) de Azevedo (1748-1765)
19. Jerónimo Rogado do Carvalhal e Silva (1766-1772)
20. Pedro de Melo e Brito da Silveira e Alvim (1772-1777)
21. Manuel (I) Tavares Coutinho e Silva (1778-1798)
22. José (I) Valério da Cruz (1798-1826)
23. ... (1826-1831)
24. José (II) Francisco da Soledade Bravo (1831-1833)
  - Francisco de São Luís Saraiva (1833-1845), administrador apostólico
  - Manuel Pires de Azevedo Loureiro (1845-1848), administrador apostólico
  - Guilherme Henriques de Carvalho (1848-1857), administrador apostólico
  - ... (1857-1883), administradores apostólicos, a partir de 1881, anexadas as Dioceses de Elvas e de Castelo Branco
25. José Maria da Silva Ferrão de Carvalho Martens (1883-1884)
26. Manuel Bernardo de Sousa Enes (1885-1887)
27. Gaudêncio José Pereira (1888-1908)
28. António Moutinho (1909-1915)
29. Manuel Mendes da Conceição Santos (1915-1920), depois arcebispo de Évora
30. Domingos Maria Frutuoso (1920-1949)
31. António Ferreira Gomes (1949-1952), também bispo do Porto
32. Agostinho Joaquim Lopes de Moura (1952-1956), a partir de 1956, bispo de Portalegre-Castelo Branco

## Bispos de Portalegre-Castelo Branco
1. Agostinho Joaquim Lopes de Moura (1956-1978), a partir de 1956, bispo de Portalegre-Castelo Branco
2. Augusto César Alves Ferreira da Silva (1978-2004)
3. José Francisco Sanches Alves (2004-2008), depois Arcebispo de Évora
4. Antonino Eugénio Fernandes Dias (2008-), antigo bispo auxiliar de Braga[1]